# Multivagn
En multivagn eller multikärra är en vagn eller kärra för barn-, hund- eller godstransport. Det som kännetecknar en multivagn är att den kan bli både en barnvagn, cykelkärra, joggingvagn, hundvagn (som hunden drar), husdjursvagn (där djuren transporteras), skidpulka, takbox och/eller en vandringsvagn (där man drar vagnen efter sig med hjälp av skaklar).

## Tillverkare och funktioner
Tillverkarna har specialiserad sig på olika funktioner. Här följer en översikt över de funktioner som de tagit fram hittills.
| Funktion          | Burley | Chariot Carriers | Croozer | Monowalker | Nordic Cab |
| ----------------- | ------ | ---------------- | ------- | ---------- | ---------- |
| Barnvagn          | X      | X                | X       | -          | X          |
| Cykelkärra (barn) | X      | X                | X       | -          | X          |
| Cykelkärra (gods) | -      | -                | X       | X          | X          |
| Joggingvagn       | X      | X                | X       | X          | X          |
| Hundvagn          | -      | -                | -       | -          | X          |
| Hundskidpulka     | -      | X                | -       | -          | X          |
| Husdjursvagn      | X      | -                | X       | -          | X          |
| Skidpulka         | X      | X                | -       | X          | X          |
| Takbox            | -      | -                | -       | -          | X          |
| Vandringsvagn     | -      | X                | -       | X          | X          |